# The Ultimate Christmas Present
The Ultimate Christmans Present (No Brasil: O Presente de Natal Perfeito) é um filme original da Disney Channel Original Movies, em tema natalino lançado em 1 de Dezembro de 2000 protagonizado por Hallee Hirsh e Brenda Song.

## Enredo
Duas meninas adolescentes, Rachel Allison "Allie" Thompson (Hallee Hirsh) e Elizabeth Samantha "Sam" Kwan (Brenda Song) encontram uma máquina do clima e fazem nevar em Los Angeles. Na primeira neve é divertido para toda a gente que é afectada, mas eventualmente a tempestade fica tão grande que ele se espalha para São Francisco e o pai de Allie fica preso na neve e não pode fazê-lo chegar em casa a tempo para o Natal. Allie desligar a máquina, mas não consegue. Elas são incapazes de fazer qualquer coisa agora. Enquanto isso, Allie se estristece ao saber que passará o Natal com o seu pai ausente. Ao mesmo tempo, a máquina do clima pertence ao Papai Noel e ele vai procurá-la, juntamente com a ajuda de dois duendes que olham nada como o design tradicional. Infelizmente, um meteorologista, Edwin Hadley, quer mais publicidade na televisão e pretende roubar a máquina do clima do Papai Noel e das meninas, a fim de ser o melhor meteorologista da história. Uma vez que ele fica com ele, de alguma forma, consegue desligá-lo (pelo menos por enquanto), e foge para uma fábrica de chocolate. Enquanto isso, Allie tem que terminar seu trabalho de ciências, ajudar seu pai a voltar a tempo para o Natal e ajudar o Papai Noel a resgatar a máquina.

## Elenco
- Hallee Hirsh como Allie Thompson
- Brenda Song como Sam Kwan
- John B. Lowe como Papai Noel
- Peter Scolari como Edwin Hadley
- Spencer Breslin como Joey Thompson
- Hallie Todd como Michelle Thompson
- Susan Ruttan como Mamãe Noel
- Greg Kean como Steve Thompson
- Zahf Paroo como Rick Thompson

## Audiência
A audiência do filme foi ótima, segundo a Disney Channel. O filme atraiu cerca de 5,1 milhões de telespectadores.